# Кременецький комбінат хлібопродуктів
Кременецький комбінат хлібопродуктів – підприємство у місті Кременець Кременецького району Тернопільської області України.

## Історія
У січні 1940 року Кременець став районним центром і набув статусу міста, що сприяло його розвитку як економічного центру, і тут було створено районний хлібоприймальний пункт «Заготзерно».
Під час німецько-радянської війни 27 червня 1941 року почалися бої на підступах до міста. З 22 липня 1941 до 18 березня 1944 року місто було окуповане німецькими військами, але після звільнення підприємство було відновлено.
Після війни на базі хлібоприймального пункту було створено комбінат хлібопродуктів, який діяв у виробничій кооперації з міським хлібозаводом та іншими підприємствами харчової промисловості. Загалом, за радянських часів КХП входив до числа провідних підприємств міста.
Після проголошення незалежності України комбінат перейшов у відання міністерства сільського господарства і продовольства України.
У березні 1995 року Верховна Рада України внесла комбінат до переліку підприємств, приватизація яких заборонена у зв'язку з їхнім загальнодержавним значенням.
Після створення в серпні 1996 року державної акціонерної компанії «Хліб України» комбінат перейшов у відання ДАК «Хліб України».
17 лютого 2006 року Верховна Рада України зареєструвала законопроєкт про продаж 14 визнаних збитковими хлібоприймальних підприємств (зокрема, Кременецького КХП), але ця ініціатива була відхилена.
У жовтні 2012 року господарський суд Тернопільської області порушив справу про банкрутство комбінату, але пізніше становище підприємства стабілізувалося.
24 липня 2013 року КХП було включено до складу Державної продовольчо-зернової корпорації України.

## Діяльність
Підприємство здійснює приймання, сушіння, зберігання і відвантаження зерна на автомашини та залізничний транспорт.
КХП оснащений сепараторами типу ХМЗ (що забезпечують можливість очищення до 100 тонн зерна на годину), зерносушаркою типу ДСП-50, складська місткість комбінату становить 18 тис. тонн зерна.